# Fuel Stratified Injection

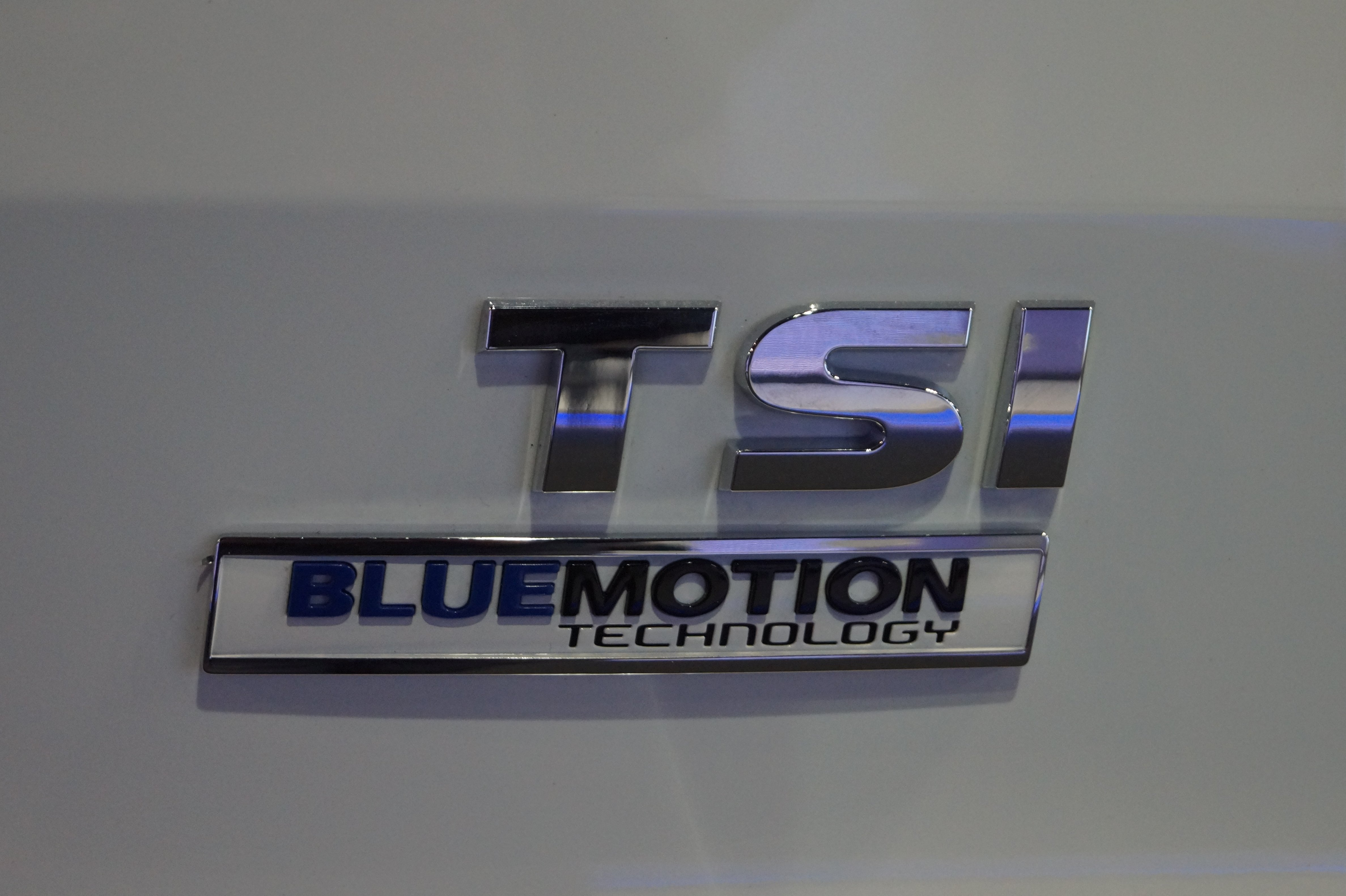

Fuel Stratified Injection (FSI) –  opracowany przez koncern Volkswagen AG system zasilania benzyną, stosowany w silnikach o zapłonie iskrowym. Wykorzystuje technikę bezpośredniego wtrysku paliwa do komory spalania i pozwala na uzyskanie zmniejszonego względem silnika zasilanego metodą pośrednią jednostkowego zużycia paliwa.

## Koncepcja
Mieszanka paliwowo-powietrzna w silnikach iskrowych – w przeciwieństwie do silników wysokoprężnych – nie może mieć zbyt dużego nadmiaru powietrza (tzw. mieszanka uboga). Mieszanka taka źle zapala się od świecy zapłonowej, proces spalania kończy się po minięciu tłoka GMP co sprawia, że mieszanki ubogie cechują się tzw. przewlekłym spalaniem i jest przyczyną nadmiernego wzrostu temperatury w obrębie gniazd zaworowych i nadmiernej emisji tlenków azotu. Spalanie mieszanek ubogich pozwala jednak na zaoszczędzenie w jednostkowym zużyciu paliwa. Aby pogodzić sprzeczne kwestie, konstruktorzy opracowali udoskonaloną odmianę zasilania silnika iskrowego z bezpośrednim wtryskiem paliwa do cylindra pod nazwą FSI. Istotą rozwiązania jest taka technika wtrysku benzyny, aby w obszarze świecy zapłonowej mieszanka była bogata (łatwo się zapala od iskry ze świecy zapłonowej), natomiast w pozostałej objętości cylindra jest mieszanka uboga, która bez problemu zapala się od strefy płomienia z palącej się już mieszanki bogatej. Takie uwarstwienie mieszanki (bogata w okolicach świecy zapłonowej i uboga w pozostałej objętości cylindra) jest właśnie cechą koncepcji Fuel Stratified Injection (FSI) i jej wersji rozwojowych.

## Konstrukcja
W systemie FSI konstruktorzy zastosowali:
- dzielone, pochylone kanały dolotowe, o przekroju pełnym przy dużym obciążeniu, a zmniejszanym przy obciążeniu częściowym, za pomocą dodatkowych przepustnic sterowanych podciśnieniowo.
- kolektor ssący o zmiennej geometrii. Zmiana długości kanału przepływu powietrza w kolektorze pozwala na uzyskanie większego momentu obrotowego w zakresie średnich obrotów silnika, gdy kanał przepływu powietrza jest długi i wyższej mocy przy wysokich obrotach, gdy powietrze przepływa krótszą drogą.
- przepustnicę sterowaną przez sterownik silnika i elektroniczny pedał gazu. W kolektorze znajduje się też czujnik podciśnienia, na podstawie wskazań którego, a także na podstawie liczby obrotów i kąta otwarcia przepustnicy, sterownik oblicza ilość powietrza zassanego przez silnik.
- pompę mechaniczną wysokociśnieniową jednotłoczkową napędzaną za pośrednictwem specjalnej podwójnej krzywki wałka rozrządu. W pompie mechanicznej znajduje się elektrozawór, za pomocą którego sterownik może sterować ciśnieniem paliwa. Pompa zasila szynę wtryskiwaczy, która jednocześnie, dzięki swojej objętości stanowi zasobnik ciśnienia i zapobiega wahaniom ciśnienia paliwa w momencie wtrysku. Na szynie paliwowej jest zawór bezpieczeństwa, otwierający się przy ciśnieniu 120 kPa.
- zasilanie wtryskiwaczy z baterii kondensatorów napięciem ok. 65 V. Zastosowano to ze względu na duże ciśnienie i wymaganą szybkość pracy. Wtryskiwacz ma specjalną konstrukcję – w stanie zamkniętym między twornikiem elektromagnesu a iglicą jest luz. Efektem tego jest zmniejszenie się sił bezwładności, bo po przyłożeniu napięcia pierwszy porusza się twornik.
- układy redukcji emisji tlenków azotu. Problemem pozostaje natomiast podwyższona emisja tlenków azotu, NOx, powstających przy wysokich (1800 °C) temperaturach spalania ubogich mieszanek uwarstwionych przy częściowym obciążeniu silnika. By ją ograniczyć, stosuje się recyrkulację spalin, ale kosztem wzrostu zużycia paliwa dla obniżenia temperatury w komorze spalania. W silniku FSI recyrkulacja może wynosić nawet 25 procent objętości ładunku cylindra. Montowane są też obecnie dodatkowe konwertery katalityczne, tzw. zasobnikowe, gromadzące w postaci azotanów szkodliwe tlenki azotu, powstające podczas pracy na ubogiej mieszance i rozkładające je na azot i tlen w trybie regeneracji (oczyszczania). Polega on na włączaniu na krótko (co minutę na 2-3 s) trybu pracy na bogatej mieszance jednorodnej (λ = 0,8). Niezbędny jest wówczas montaż dodatkowych czujników temperatury i czujników tlenków azotu.

## Osiągi
Silnik FSI o pojemności skokowej 1984 cm³ ma korzystne parametry trakcyjne: moc 110 kW (150 KM) przy 6000 obr./min i moment 200 Nm przy 3500 obr./min.
Płaski przebieg krzywej momentu obrotowego w zakresie od 2000 do 5000 obr./min powoduje, że silnik jest elastyczny. Przy wtrysku bezpośrednim paliwa do cylindra następuje silne schłodzenie ładunku. W efekcie można podnieść stopień sprężania do 11,5:1 bez obawy wystąpienia spalania stukowego. Czas odcięcia paliwa przy zmniejszaniu prędkości obrotowej może zostać wydłużony ze względu na to, że paliwo nie skrapla się na ściankach kolektora ssącego.

## Rozwój
Technologia FSI doskonale nadaje się do doładowania, gdyż sprężaniu ulega powietrze, a nie mieszanka paliwowo-powietrzna jak w silnikach z wtryskiem paliwa do kolektora dolotowego silnika. Dzięki temu uzyskuje się dobre opróżnienie cylindra ze spalin, bez strat mieszanki, zaś silnik ma duże możliwości rozwojowe w zakresie wzrostu wysilenia. Ponieważ silnik iskrowy przy małym obciążeniu wytwarza mało spalin stosuje się rozwinięcie technologii poprzez doładowanie dwusystemowe. Przy niskiej mocy doładowanie zapewnia napędzana mechanicznie od silnika sprężarka wypornościowa (najczęściej Rootsa), przy większej mocy turbosprężarka. Silniki z doładowaniem dwusystemowym montowane w Volkswagenach, Skodach i Seatach noszą oznaczenie TSI (ang. Turbo Stratified Injection), natomiast Audi stosuje oznaczenie TFSI (Turbo Fuel Stratified Injection). Moc seryjnego silnika o pojemności skokowej 1984 cm³ z taką formą doładowania wzrosła seryjnie ze 150 do 240 KM i moment obrotowy do 300 Nm (SEAT León Cupra) i aż 272 KM i moment obrotowy 350 Nm (Audi TTS Coupé) (dane na rok 2009). SEAT Leon Cupra 310 Limited Edition osiąga moc 310 KM i 425 Nm momentu obrotowego. W Volkswagenie Scirocco zmieniono oprogramowanie seryjnego silnika 2.0 TFSI i skrzyni DSG. Zamontowano też większą turbosprężarkę oraz nowy układ wydechowy. Dzięki przeprowadzonym modyfikacjom jego silnik ma moc 370 KM i maksymalny moment obrotowy 519 Nm. Są to wartości niemal 2,5 raza większe niż w silniku bazowym z mocą 150 KM.
Dzięki tym osiągnięciom silnik 2.0 TFSI otrzymał tytuł International Engine of the Year Award 2008.